# Силви
Силви (итал. Silvi) је насеље у Италији у округу Терамо, региону Абруцо.
Према процени из 2011. у насељу је живело 12551 становника. Насеље се налази на надморској висини од 5 м.

## Становништво
Према резултатима пописа становништва 2011. у општини је живело 15.401 становника.
| 1931. | 1936. | 1951. | 1961. | 1971. | 1981.  | 1991.  | 2001.  | 2011.  |
| ----- | ----- | ----- | ----- | ----- | ------ | ------ | ------ | ------ |
| 5.548 | 5.860 | 7.174 | 7.188 | 7.914 | 10.266 | 12.754 | 14.478 | 15.401 |

## Партнерски градови
- Меминген